# 13269 Далштром
13269 Далштром (13269 Dahlstrom) — астероїд головного поясу, відкритий 17 серпня 1998 року.
Тіссеранів параметр щодо Юпітера — 3,510.